# Nazlini
Nazlini (navaho Názlíní) és una concentració de població designada pel cens dels Estats Units a l'estat d'Arizona. Segons el cens del 2000 tenia 397 habitants.

## Demografia
Segons el cens del 2000, Nazlini tenia 397 habitants, 101 habitatges, i 76 famílies La densitat de població era de 20,5 habitants/km².
Dels 101 habitatges en un 45,5% hi vivien nens de menys de 18 anys, en un 34,7% hi vivien parelles casades, en un 35,6% dones solteres, i en un 23,8% no eren unitats familiars. En el 22,8% dels habitatges hi vivien persones soles el 6,9% de les quals corresponia a persones de 65 anys o més que vivien soles. El nombre mitjà de persones vivint en cada habitatge era de 3,89 i el nombre mitjà de persones que vivien en cada família era de 4,68.
Per edats la població es repartia de la següent manera: un 46,3% tenia menys de 18 anys, un 10,8% entre 18 i 24, un 22,7% entre 25 i 44, un 13,6% de 45 a 60 i un 6,5% 65 anys o més.
L'edat mediana era de 19 anys. Per cada 100 dones de 18 o més anys hi havia 88,5 homes.
La renda mediana per habitatge era d'11.484 $ i la renda mediana per família de 10.859 $. Els homes tenien una renda mediana de 22.000 $ mentre que les dones 10.417 $. La renda per capita de la població era de 5.036 $. Aproximadament el 74,1% de les famílies i el 73,7% de la població estaven per davall del llindar de pobresa.
Segons el cens dels Estats Units del 2010 el 99,24% són nadius americans i l'1,76% de la població són hispànics.

## Poblacions més properes
El següent diagrama mostra les poblacions més properes.